# Synagoge Sögel
Koordinaten: 52° 50′ 23,5″ N, 7° 31′ 22,1″ O
Die Synagoge in Sögel bestand von den frühen 1840er-Jahren bis 1938 am Pohlkamp 8 in Sögel.

## Geschichte
Die jüdische Gemeinde in Sögel hielt ihre Gottesdienste seit dem frühen 19. Jh. in einem Haus ab, das von Fürstbischof Clemens August gebaut worden war. Es handelte sich um einen sogenannten Hundezwinger, der als normales Haus anzusehen ist. Gegen die Mitte des Jahrhunderts bemühten sich die Juden in Sögel um den Bau einer Synagoge. Nach einigen Auseinandersetzungen mit den Behörden und der Aufbringung der Mittel konnte die Synagoge schließlich um das Jahr 1840 fertiggestellt werden. Beim Brand in Sögel war der Rohbau 1840 beschädigt worden.

### Zerstörung
Während des Novemberpogroms 1938 wurde auch die Synagoge in Sögel zerstört. Ein Kommando aus 20 Meppener SA Männern erschien in Sögel, nachdem sie bereits die Synagoge in Lathen zerstört hatten. Sie schütteten Benzin auf die Inneneinrichtung und steckten sie in Brand, die Synagoge wurde vollständig zerstört. Teile der Ausstattung konnten gerettet werden, darunter die Thorarolle, die nach dem Krieg nach Osnabrück gelangte und heute in der Synagoge Osnabrück verwahrt wird. An den Rest einer Außenwand brachten die Täter ein Schild an, das auf die vermeintliche Rache für vom Rath hinweisen sollte. Wie die Vareler Juden wurden die männlichen Juden aus Sögel nach Sachsenhausen gebracht.
Vor einem Schwurgericht wurden 1949 der verantwortliche SA-Standartenführer, der ehemalige Kreispropagandaleiter und ein SA-Truppführer wegen der Pogrome in Meppen, Haren, Sögel, Lathen und Werlte zu Haftstrafen verurteilt.

## Baubeschreibung
Es ist keine Fotografie oder Zeichnung der Synagoge in Sögel überliefert. Eine Rekonstruktion des Gebäudes ist allein anhand eines Bauplanes und der Beschwerde des katholischen Geistlichen im Baugenehmigungsverfahren möglich. So soll sich die Synagoge im äußeren Erscheinungsbild als schlichter Klinkerbau mit schmalen, rundbogigen Fenstern an drei Seiten dargestellt haben. Der äußere Bauschmuck beschränkte sich auf einen Fries an der Giebelseite über dem Eingang. Die Grundform dürfte somit ähnlich den später errichteten Synagogen in Haren und Lathen sein. In der Synagoge war eine Mikwe vorhanden.

## Gedenken
An der Stelle der ehemaligen Synagoge wurde ein Mahnmal errichtet. Für die jüdische Gemeinde in Varel wurden Erinnerungsorte eingerichtet und Stolpersteine verlegt.